# Разделение труда
Разделе́ние труда́ (англ. division of labour) — исторически сложившийся процесс выполнения людьми своих специализированных видов деятельности, сопровождающийся обособлением, видоизменением, закреплением отдельных видов трудовой деятельности, который протекает в общественных формах дифференциации и осуществления разнообразных видов трудовой деятельности.

## История концепции
Концепция разделения труда впервые системно описана Адамом Смитом в первых трёх главах трактата «Исследование о природе и причинах богатства народов».

## Определение
Согласно К. Р. Макконнеллу и С. Л. Брю разделение труда — это разделение труда, требующегося для производства продукта, на ряд отдельных операций, выполняемых разными рабочими, специализация рабочих. Где специализация — это использование экономическим агентом ресурсов для производства одного или нескольких определенных видов товаров и услуг.

## Польза от специализации
Согласно К. Р. Макконнеллу и С. Л. Брю разделение труда увеличивает производительность труда за счёт:
- различия способностей, то есть экономические агенты могут воспользоваться преимуществами из-за различий в их способностях и мастерстве;
- обучения в процессе дела, когда отдавая всё своё время одному делу, экономический агент скорее овладеет необходимым мастерством или изобретет более совершенные технологические приемы, чем если бы он делил свое время между различными видами работ;
- экономии времени, когда постоянное выполнение одной и той же работы позволяет избежать потери времени при смене одного вида труда другим;
- географической специализации, когда специализация действует на региональной или международной основе, что даёт возможность каждому региону производить те товары (выращивать подходящей для этой цели региона культуры), которые при его ресурсах можно изготовить наиболее эффективно.

По всем перечисленным причинам разделение труда приводит к увеличению общественного продукта.

## Недостатки специализации
Возможны ограничения и негативные последствия от специализации в связи с:
- монотонностью и нудностью однообразного специализированного труда, повышенная степень вредности от рабочего места;
- полной зависимостью от партнера по кооперации, возможном сбое поставки от поставщика;
- проблемой обмена излишками между производителями по цене и по доставке, различных транзакционных издержках.

## Виды
Различают:
- общее разделение труда по отраслям общественного производства;
- частное разделение труда внутри отраслей;
- единичное разделение труда внутри организаций по технологическим, квалификационным и функциональным признакам.

Является причиной повышения общей производительности труда организованной группы специалистов (синергетический эффект) за счёт выработки навыков и автоматизма совершения простых повторяющихся операций, а также благодаря сокращению времени, затрачиваемого на переход между различными операциями.
Выделяют общественное разделение труда — распределение в обществе социальных функций между людьми и международное разделение труда.
Разделение труда привело в современном мире к наличию огромного множества различных профессий и отраслей. В древности люди были вынуждены почти полностью обеспечивать себя всем необходимым, это было крайне неэффективно, что обусловливало примитивный быт и комфорт. Практически все достижения эволюции, научно-технического прогресса можно объяснить непрерывным внедрением разделения труда. Благодаря обмену результатами труда, то есть торговле, разделение труда становится возможным в обществе.